# Lochmaeocles alboplagiatus
Lochmaeocles alboplagiatus là một loài bọ cánh cứng trong họ Cerambycidae.